# Новоселівка (Ананьївська міська громада)
Новосе́лівка — село Ананьївської міської громади Подільського району Одеської області, Україна. Населення становить 325 осіб (станом на 2001 рік). Село розташоване на заході громади, за 7,2 кілометра від центру громади.

## Географія
Село Новоселівка лежить за 7,2 км на південь від центру громади, фізична відстань до Києва — 290,2 км.

## Історія
7 (20) листопада 1917 року, відповідно до Третього Універсалу Української Центральної Ради, увійшло до складу Української Народної Республіки.
Під час організованого радянською владою Голодомору 1932—1933 років померло щонайменше 40 жителів села.
Було центром Новоселівської сільської ради.
12 червня 2020 року, відповідно до Розпорядження Кабінету Міністрів України від № 724-р «Про визначення адміністративних центрів та затвердження територій територіальних громад Одеської області», увійшло до складу Ананьївської міської територіальної громади.
19 липня 2020 року, в результаті адміністративно-територіальної реформи і ліквідації Ананьївського району, село увійшло до складу новоутвореного Подільського району.

## Населення
Станом на 1989 рік у селі проживала 381 особа, серед них — 162 чоловіки і 219 жінок.
За даними перепису населення 2001 року у селі проживали 325 осіб. Рідною мовою назвали:
| Мова       | Кількість осіб | Відсоток |
| ---------- | -------------- | -------- |
| українська | 318            | 97,85 %  |
| російська  | 4              | 1,23 %   |
| румунська  | 2              | 0,62 %   |
| білоруська | 1              | 0,31 %   |

## Пам'ятки
- Братська могила 5 радянських воїнів, загиблих при звільненні села 31 березня 1944 року;
- Пам'ятник 102 воїнам-односельчанам, загиблим на фронтах Великої Вітчизняної війни;

## Уродженці
- Незаписенко Віталій Юрійович (1988—2022) — молодший сержант Збройних Сил України, учасник російсько-української війни, що загинув у ході російського вторгнення в Україну в 2022 році.